# Lost and Found (album Mudvayne)
Lost and Found – trzeci album studyjny amerykańskiego zespołu Mudvayne, wydany 12 kwietnia 2005 roku przez wytwórnię Epic Records.

## Lista utworów
1. „Determined” – 2:39
2. „Pushing Through” – 3:27
3. „Happy?” – 3:37
4. „IMN” – 5:50
5. „Fall Into Sleep” – 3:51
6. „Rain. Sun. Gone.” – 4:35
7. „Choices ” – 8:05
8. „Forget to Remember” – 3:35
9. „TV Radio” – 3:26
10. „Just” – 3:00
11. „All That You Are” – 6:11
12. „Pulling the String” – 5:05

## Twórcy
- Chüd – śpiew
- Güüg – gitara, śpiew
- Spüg – perkusja
- Rü-d – gitara basowa